# Combat de Lesmont
Campagne de France
Batailles
Campagne de Russie (1812)
- Liste des batailles
- Mir
- Moguilev
- Ostrovno
- Vitebsk
- Kliastitsy
- Smolensk
- 1re Polotsk
- Valoutina Gora
- Moskova
- Moscou
- Winkowo
- 2e Polotsk
- Maloïaroslavets
- Gorodnia
- Czaśniki
- Viazma
- Smoliani
- Krasnoï
- Bérézina

Campagne d'Allemagne (1813)
- Dantzig
- Lunebourg
- Möckern
- Lützen
- Bautzen
- Reichenbach
- Haynau
- Luckau
- Hoyerswerda
- Lauenbourg
- Goldberg
- Gross Beeren
- Katzbach
- Dresde
- Kulm
- Dennewitz
- Peterswalde
- Liebertwolkwitz
- Leipzig
- Hanau
- Sehested
- Torgau
- Hambourg

Campagne de France (1814)
- Sainte-Croix-en-Plaine
- Besançon
- Mayence
- Metz
- Saint-Avold
- 1re Saint-Dizier
- Brienne
- La Rothière
- Campagne des Six-Jours (Champaubert
- Montmirail
- Château-Thierry
- Vauchamps)
- Mormant
- Montereau
- Bar-sur-Aube
- Saint-Julien
- Laubressel
- Berry-au-Bac
- Craonne
- Coutures
- Laon
- Soissons
- Mâcon
- Reims
- Saint-Georges-de-Reneins
- Limonest
- Arcis-sur-Aube
- Fère-Champenoise
- 2e Saint-Dizier
- Meaux
- Claye
- Villeparisis
- Paris

- Feistritz
- Caldiero (en)
- Trieste
- Mincio

- Hoogstraten (de)
- Anvers
- Berg-op-Zoom
- Courtrai

Le combat de Lesmont se déroule le 2 février 1814 à Lesmont, dans le département de l'Aube, et oppose les troupes françaises du général Joseph Lagrange à l'armée russo-bavaroise des généraux Eugène de Wurtemberg et Carl Philipp von Wrede. L'affrontement se solde par une victoire des Français qui parviennent à détruire le pont de Lesmont, ce qui empêche les Coalisés de franchir l'Aube.

## Prélude de la bataille
Après la bataille de La Rothière, le 1er février 1814, Napoléon Ier ordonne la retraite sur Troyes. Il place en arrière-garde une partie des troupes du maréchal Ney ainsi que la division du général Lagrange appartenant au corps du maréchal Marmont. L'armée française franchit le pont de Lesmont dans la nuit du 1er au 2 février, protégée par quelques troupes aux ordres du maréchal Ney qui se retirent ensuite. La division Lagrange reste néanmoins dans le village pour couvrir le repli et se positionne sur la rive droite de l'Aube, en arrière du pont de Lesmont qui enjambe la rivière. Elle est bientôt rattrapée par la cavalerie du prince Eugène de Wurtemberg et par des éléments du corps du général von Wrede.

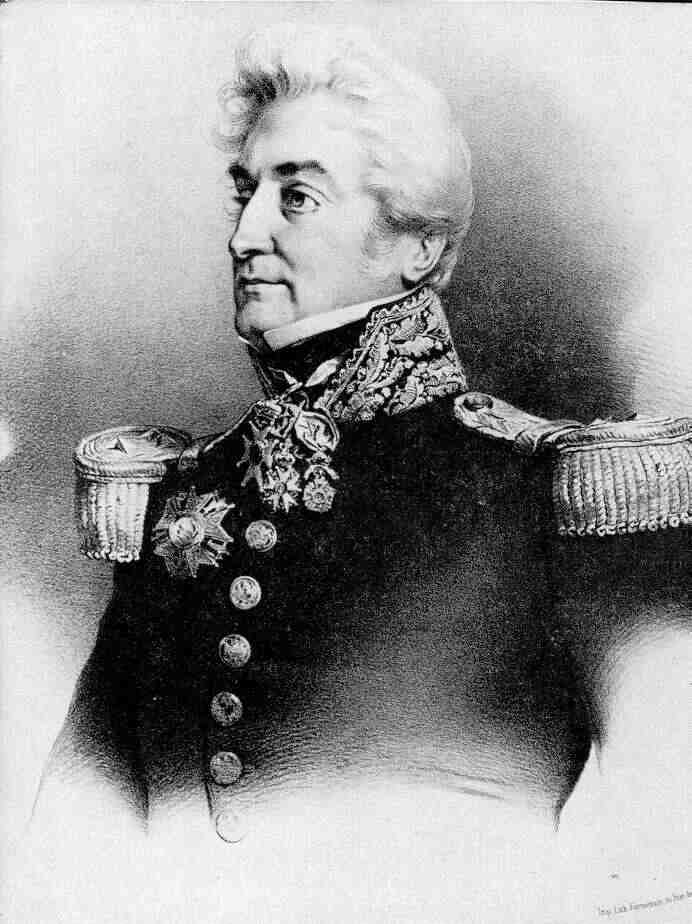
Le général Joseph Lagrange (1763-1836).
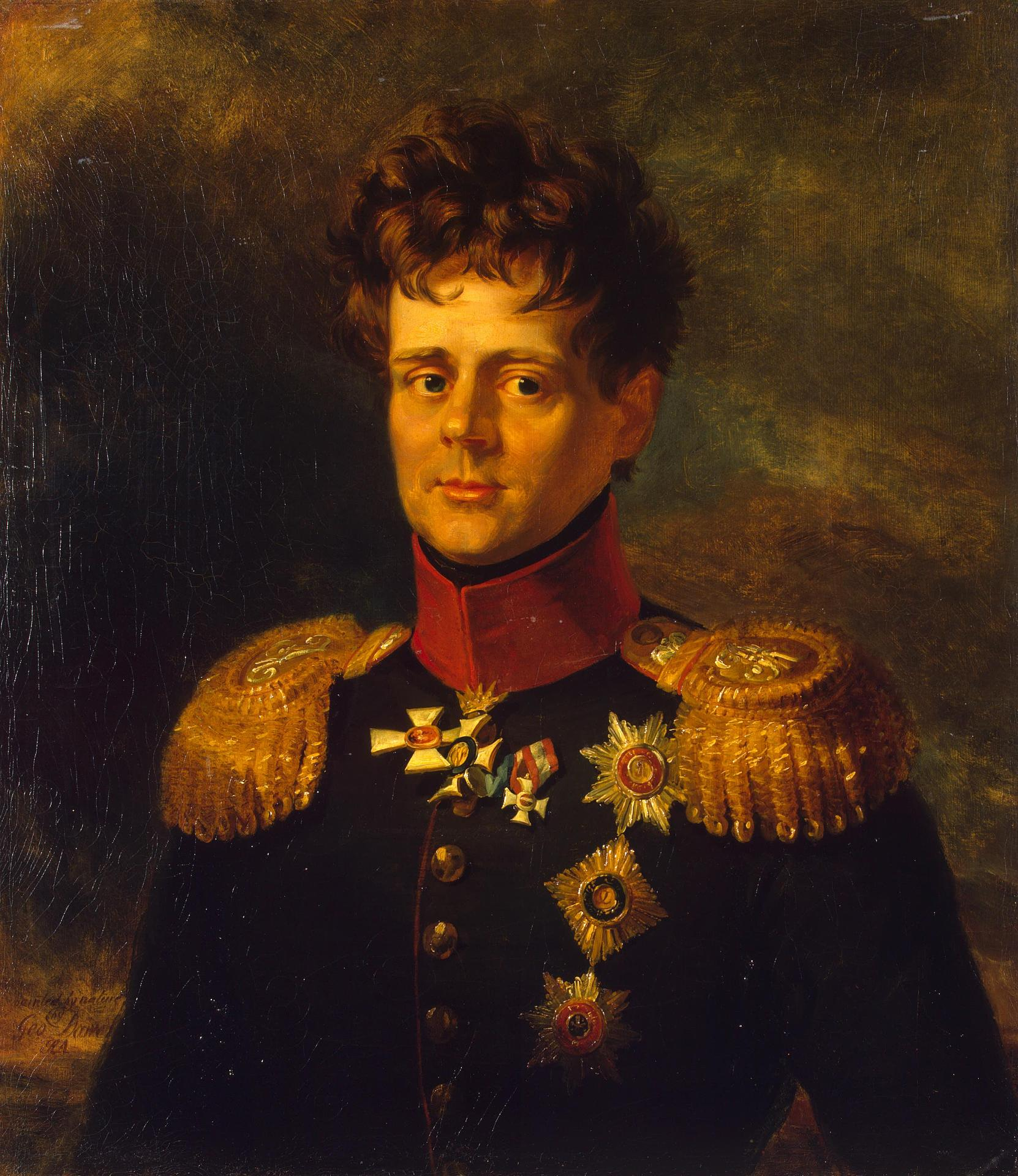
Le prince Eugène de Wurtemberg (1788-1857).
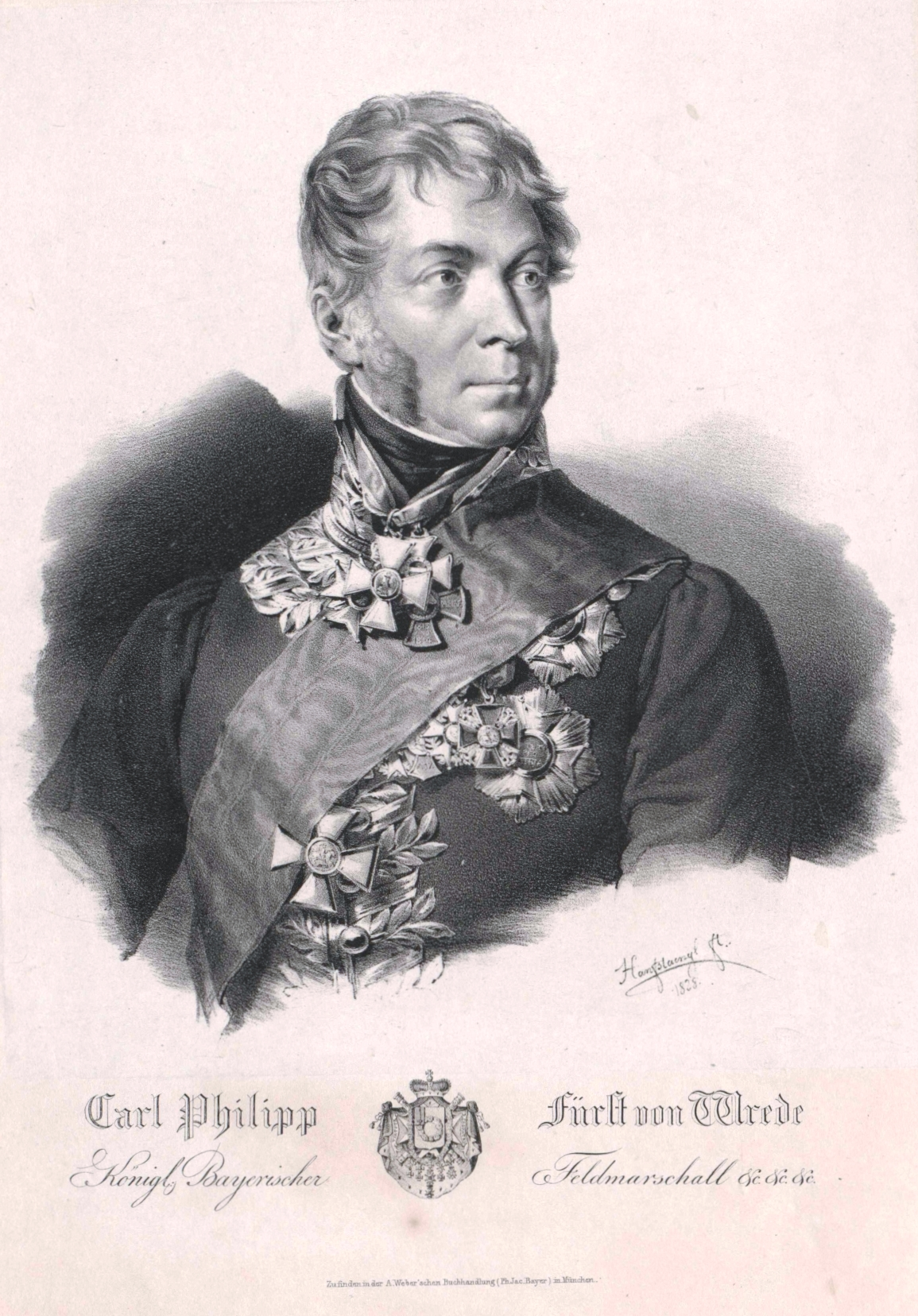
Le feld-maréchal Carl Philipp von Wrede (1767-1838).

## Déroulement
La division Lagrange parvient à se maintenir sur sa position contre les attaques des soldats adverses, en particulier la cavalerie russe du prince de Wurtemberg. À la fin des combats, les Alliés déplorent la perte de 2 000 hommes tués ou blessés sans avoir atteint leur objectif. Sur ordre de l'Empereur, les soldats français mettent alors le feu au pont et rejoignent les colonnes en retraite.

## Conséquences
À cause de la destruction du pont de Lesmont, la cavalerie alliée perd le contact avec les troupes françaises, qui atteignent Troyes le lendemain sans être inquiétées. Napoléon y réunit son armée avant de prendre l'offensive et de battre les Russes à la bataille de Champaubert, le 10 février 1814.